# أوغو لوكاتيللي
أوغو لوكاتيللي (بالإيطالية: Ugo Locatelli) (مواليد 5 فبراير 1916) هو لاعب كرة قدم. يلعب مع منتخب إيطاليا لكرة القدم. سبق له أن لعب في كأس العالم لكرة القدم مع منتخب بلاده.

## روابط خارجية
- أوغو لوكاتيللي على موقع الاتحاد الدولي (مؤرشف)  (الإنجليزية)
- أوغو لوكاتيللي على موقع قاعدة بيانات كرة القدم.إي يو (الإنجليزية)
- أوغو لوكاتيللي على موقع ناشيونال فوتبول تيمز (الإنجليزية)
- أوغو لوكاتيللي على موقع عالم كرة القدم.نت (الإنجليزية)
- أوغو لوكاتيللي على موقع أوليمبيديا (الإنجليزية)
- أوغو لوكاتيللي على موقع اللجنة الأولمبية الإيطالية (الإيطالية)